# Undeniable (album Hellyeah)
Unden!able – piąty album studyjny amerykańskiego zespołu muzycznego Hellyeah. Wydawnictwo ukazało się 3 czerwca 2016 roku nakładem wytwórni muzycznej Eleven Seven.

## Lista utworów
| Nr  | Tytuł utworu                                  | Długość |
| --- | --------------------------------------------- | ------- |
| 1.  | „!”                                           | 1:19    |
| 2.  | „X”                                           | 3:31    |
| 3.  | „Scratch a Lie”                               | 3:57    |
| 4.  | „Be Unden!able”                               | 3:13    |
| 5.  | „Human”                                       | 3:33    |
| 6.  | „Leap of Faith”                               | 4:22    |
| 7.  | „Blood Plague”                                | 3:58    |
| 8.  | „I Don’t Care Anymore” (Phil Collins cover)   | 4:42    |
| 9.  | „Live or Die”                                 | 3:25    |
| 10. | „Love Falls”                                  | 4:34    |
| 11. | „10-34” (Bonus track)                         | 0:27    |
| 12. | „Startariot”                                  | 3:41    |
| 13. | „Grave”                                       | 4:48    |
| 14. | „Demons in the Dirt” (Live in Australia 2015) | 4:23    |
| 15. | „Moth” (Live in Australia 2015)               | 5:03    |
| 16. | „Cross to Bier” (Live in Australia 2015)      | 4:05    |
| 17. | „Hush” (Live in Australia 2015)               | 4:25    |
|     |                                               | 1:03:26 |

## Twórcy albumu
- Chad Gray – Wokal
- Tom Maxwell – Gitara rytmiczna
- Christian Brady – Gitara
- Kyle Sanders – Gitara basowa
- Vinnie Paul – Perkusja
- Kevin Churko – Produkcja, mastering, mix
- Mike Bozzi - Mastering (Utwory: 14–17)
- Sterling Winfield - Mix (Utwory: 14–17)
- Dimebag Darrell – Gitara (W utworze "I Don’t Care Anymore")

## Listy sprzedaży
| Lista                           | Kraj              | Pozycja |
| ------------------------------- | ----------------- | ------- |
| Australian Charts               | Australia         | 20      |
| Billboard Canadian Albums       | Kanada            | 32      |
| Billboard 200. Hard Rock albums | Stany Zjednoczone | 2       |
| Billboard 200. Rock Albums      | Stany Zjednoczone | 3       |
| Billboard 200                   | Stany Zjednoczone | 18      |